# Nikaia
Nikaia (Grieks:  Νίκαια, Níkaia) is een voorstad van Piraeus in het zuidwesten van de agglomeratie rond Athene. Sinds 2011 is het onderdeel van de fusiegemeente Nikaia-Agios Ioannis Rentis.  
Nikaia bevindt zich 2,5 km ten noorden van Piraeus en 7 km ten westen van het centrum van Athene. Voor 1940 heette de stad Kokkinia. 

## Sport
Nikaia heeft verscheidene sportclubs. AO Proodeftiki speelde 15 seizoenen in de hoogste Griekse voetbalklasse. Ionikos FC heeft intussen de rol van Proodeftiki overgenomen als beste club van de stad. 